# Autonome Sozialistische Sowjetrepublik
Als Autonome Sozialistische Sowjetrepublik (ASSR) wurde eine Gebietskörperschaft der Sowjetunion bezeichnet. Nach Artikel 82 der Verfassung der Union der Sozialistischen Sowjetrepubliken war eine Autonome Republik Bestandteil einer Sozialistischen Sowjetrepublik (SSR).
Es existierten von 1956 bis 1991 20 Autonome Sowjetrepubliken, die den namengebenden Nationalitäten eine gewisse Autonomie verschaffen sollten. In den meisten Fällen stellte die Titularethnie allerdings nur eine Bevölkerungsminderheit dar.
Ein wesentlicher Unterschied zu den Sozialistischen Sowjetrepubliken (SSR) war das fehlende Recht des Austritts aus der Sowjetunion, außerdem die Anzahl der in den Unionssowjet entsendeten Abgeordneten: Eine SSR entsandte 32, eine ASSR nur elf Abgeordnete, ein autonomes Gebiet fünf, ein autonomer Kreis einen Abgeordneten.

## Liste
Nach der letzten Verfassung der Sowjetunion vom 7. Oktober 1977 gab es 20 Autonome Sozialistische Sowjetrepubliken, davon 16 im Bestand der Russischen Sozialistischen Föderativen Sowjetrepublik, zwei in der Georgischen SSR (heute Georgien) und jeweils eine in der Aserbaidschanischen SSR (heute Aserbaidschan) und der Usbekischen SSR (heute Usbekistan).
Aserbaidschanische SSR:
- ASSR Nachitschewan, Nachfolger: Autonome Republik Nachitschewan

Georgische SSR:
- Abchasische ASSR, Nachfolger: Autonome Republik Abchasien (strebt nach Unabhängigkeit von Georgien; seit dem bewaffneten Konflikt 1992/1993 stabilisiertes De-facto-Regime als Republik Abchasien)
- Adscharische ASSR, Nachfolger: Autonome Republik Adscharien

Russische SFSR:
- Baschkirische ASSR, Nachfolger: Republik Baschkortostan
- Burjatische ASSR, Nachfolger: Republik Burjatien
- Dagestanische ASSR, Nachfolger: Republik Dagestan
- Kabardino-Balkarische ASSR, Nachfolger: Republik Kabardino-Balkarien
- Kalmückische ASSR, Nachfolger: Republik Kalmückien
- Karelische ASSR, Nachfolger: Republik Karelien
- ASSR der Komi, Nachfolger: Republik Komi
- ASSR der Mari, Nachfolger: Republik Mari El
- Mordwinische ASSR, Nachfolger: Republik Mordwinien
- Nordossetische ASSR, Nachfolger: Republik Nordossetien-Alanien
- Tatarische ASSR, Nachfolger: Republik Tatarstan
- Tschetscheno-Inguschische ASSR, Nachfolger: Republik Tschetschenien und Republik Inguschetien
- Tschuwaschische ASSR, Nachfolger: Republik Tschuwaschien
- Tuwinische ASSR, Nachfolger: Republik Tuwa
- Udmurtische ASSR, Nachfolger: Republik Udmurtien
- Jakutische ASSR, Nachfolger: Republik Sacha (Jakutien)

Usbekische SSR:
- Karakalpakische ASSR, Nachfolger: Republik Karakalpakstan

Die Anzahl dieser 20 Autonomen Sozialistischen Sowjetrepubliken war seit den 1950er Jahren stabil. Zu früheren Zeiten gab es im Bestand mehrerer Sowjetrepubliken weitere ASSR:
- in der Russischen SFSR:
  - Autonome Sowjetische Sozialistische Gebirgsrepublik; 20. Januar 1921 bis Juli 1924, danach in mehrere ASSR des Nordkaukasus aufgeteilt
  - Kabardinische ASSR; von 1944 bis 1957 anstelle der Kabardino-Balkarischen ASSR
  - Kasachische ASSR; von 1925 bis 1936
  - Kirgisische ASSR; vom 1. Februar 1926 bis 5. Dezember 1936, danach Kirgisische SSR, heute Kirgisistan
  - ASSR der Krim; von 1921 bis 1944 (die Halbinsel Krim gehörte erst ab 1954 zur Ukrainischen SSR)
  - Turkestanische ASSR; vom 30. April 1918 bis 27. Oktober 1924
  - ASSR der Wolgadeutschen; vom 6. Januar 1924 (davor bereits seit 19. Oktober 1918 als sowjetische „Arbeitskommune“) bis 28. August 1941

- in der Ukrainischen SSR:
  - Moldauische ASSR; vom 12. Oktober 1924 bis 2. August 1940; danach – um Bessarabien vergrößert – Moldauische SSR, heute Republik Moldau

- in der Usbekischen SSR:
  - Tadschikische ASSR; vom 14. Oktober 1924 bis 5. Dezember 1929; danach Tadschikische SSR, heute Tadschikistan

1991 erklärten sich die Autonomen Sowjetrepubliken in Russland und die Karakalpakische ASSR in Usbekistan zu autonomen Gebieten mit der Bezeichnung Republik. Die Autonomen Sowjetrepubliken in Georgien und Aserbaidschan wurden zunächst aufgelöst, widersetzen sich allerdings – teils bewaffnet – der Aufhebung ihrer Autonomie.